# ボウル
ボウル (bowl) は、鉢（はち）や椀（わん）のこと。
調理に使う深さのある容器や、同様の形態の食器を指す。底に緩やかに湾曲し、持ち運びを容易にして縁の強度を向上させるため、縁が飛び出て曲がっている。

## 概要
調理器具としてのボウルは、粉を練ることや食材を混ぜることに利用される。素材は琺瑯、ステンレス、鉄、銅、プラスチック、耐熱ガラスなど。片手ハンドルや注ぎ口が付随したものもある。
食器としてのボウルには、サラダボウル、シチューボウル、カフェオレボウルなどがあり、茶碗や丼状のものである。アメリカでは、牛丼 (beef bowl) など丼物のことをbowlと呼ぶことがある。また、球技場がすり鉢状になっていることをなぞらえ、スタジアムそのものをボウルと呼ぶ場合や、そこで開かれる競技をボウルと称する場合がある。
また、飲食物の容器としての用途のほか、水を入れて指先を洗うために用いるフィンガーボウルや水切り用のコランダーといったものもある。

## ギャラリー

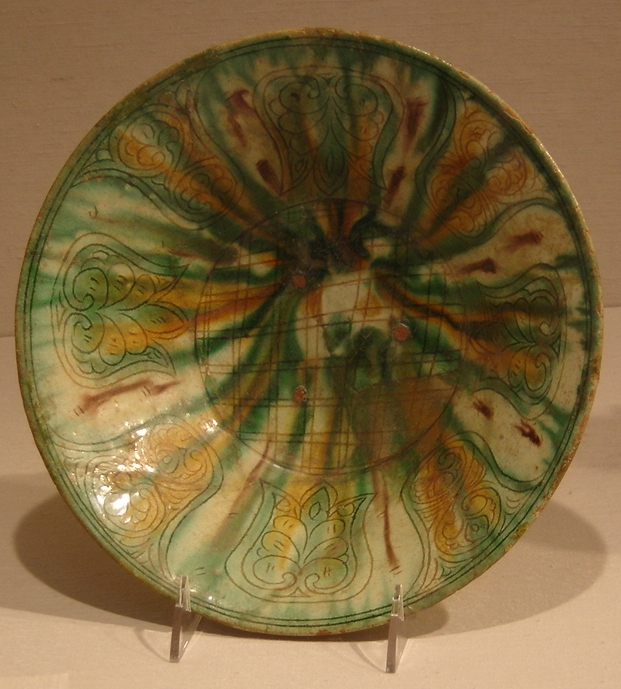
9-10世紀イランのボウル
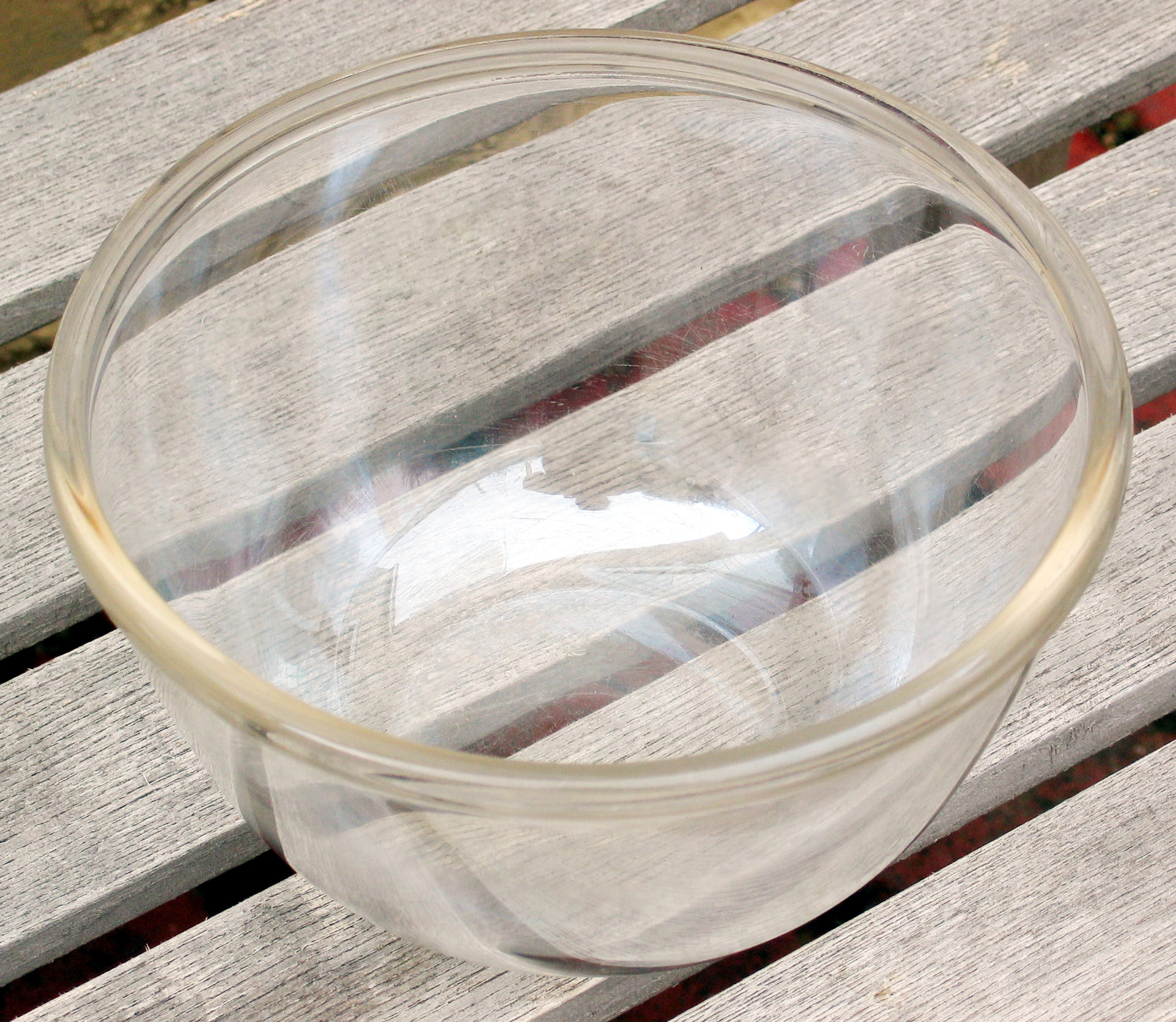
ガラス製のボウル
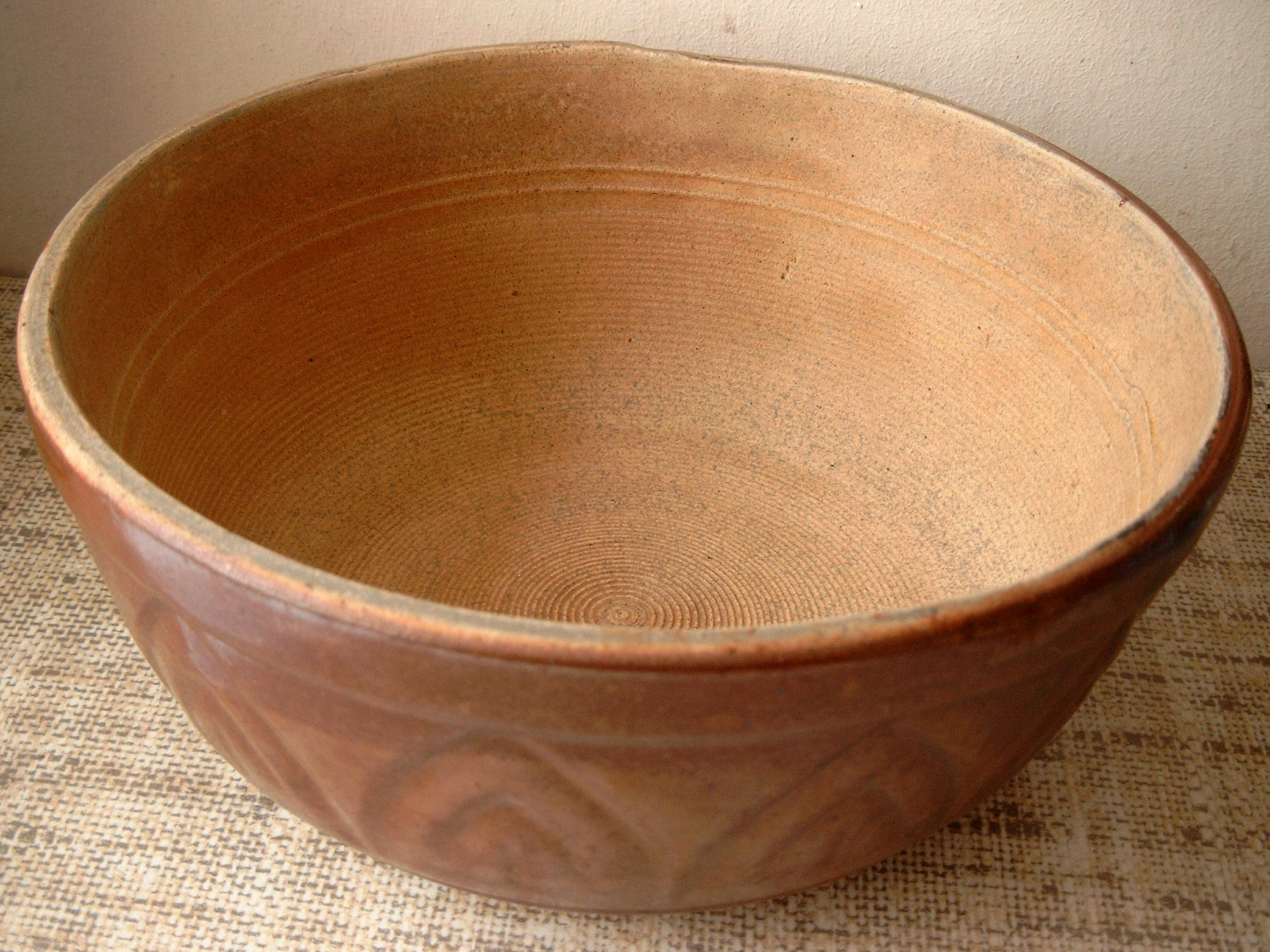
陶製のボウル